# Tyka Nelson
Tyka Evene Nelson (18. května 1960 Minneapolis – 4. listopadu 2024 Robbinsdale, Minnesota) byla americká zpěvačka. Patřila do velké hudební rodiny Nelsonů. Jejím bratrem byl zpěvák Prince.

## Život
Narodila se 18. května 1960 v Minneapolisu. Jejím otcem byl jazzový hudebník John L. Nelson a matka jazzová zpěvačka Mattie Della Shaw. Měla staršího bratra Prince, jednoho z nejznámějších zpěváků na světě. Dohromady měla sedm nevlastních sourozenců.
Vydala čtyři studiová alba. Všechna vyšla v letech 1988 až 2011. Svou nejznámější píseň „Marc Anthony's Tune“ vydala v červenci 1988. Produkoval ji Larry Graham.
V roce 2016 převzala za svého zesnulého bratra Prince cenu American Music Award. Naposledy živě vystoupila v roce 2018.
V červenci 2021 prodala devadesát procent majetku zděděného po zesnulém Princovi. Ostatní její bratři prodali všechna procenta.
Svůj návrat plánovala na červenec roku 2024. Naneštěstí onemocněla a nestihla svůj plánovaný koncert. Následně začala pracovat na memoárech.
Jejím manželem byl Maurice Phillips. Měli spolu šest dětí.
Zemřela 4. listopadu 2024 v North Memorial Hospital v Robbinsdale ve státě Minnesota. Bylo jí 64 let. Od června 2024 se léčila s nespecifikovanou nemocí.

## Diskografie
Studiová alba
- Royal Blue (1988)
- Yellow Moon, Red Sky (1992)[11]
- A Brand New Me (2008)[12]
- Hustler (2011)[13]